# Paul Habraschka

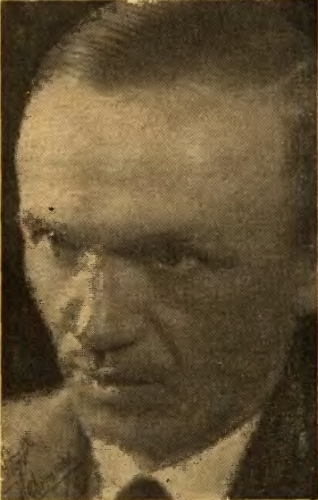
Paul Habraschka (um 1930) Foto von Max Glauer

Paul Habraschka (* 6. November 1897 in Roßberg, Provinz Schlesien; † 12. September 1969 in Hildesheim) war ein deutscher Bergmann, Schriftsteller und Humorist.

## Leben und Werk
Paul Habraschka entstammte einer Bergarbeiterfamilie. Wie sein Vater arbeitete er in einem Kohlebergwerk. Im Ersten Weltkrieg diente er an der Westfront, wo er im Jahre 1916 schwer verletzt wurde. Nach der Genesung arbeitete in erneut in den Minen und überlebte im Jahre 1924 nur knapp einen Grubenunfall. Diese traumatischen Erlebnisse brachten ihn schließlich zum Schreiben und so wurde er neben seiner normalen Berufstätigkeit als Bergmann auch als Schriftsteller bekannt. Zwischen 1930 und 1970 erschienen verschiedene Dokumentationen und Erzählungen. u. a Die Tiefe: Eines Bergmanns Traumgesichte, Der Kumpel lacht oder Die Front vor den Kohlen: Erzählungen eines Bergmanns.
Im Januar 1945, nach der Ankunft der Roten Armee in Schlesien, wurde Habraschka in ein Zwangsarbeitslager in der Sowjetunion deportiert. Ihm und drei seiner Kameraden gelang die Flucht. Im Jahr 1957 verließ er Schlesien und zog in die Bundesrepublik Deutschland. 1961 erschien von Habraschka im Grenzland-Verlag, Wolfenbüttel der autobiografische Band Meinen Tod will ich selber sterben: Erlebnisse als Internierter in der Sowjetunion der verschiedene Kriegserlebnisse verarbeitete.
Seit 1932 wurden auch verschiedene Bände mit Gedichten von Habraschka publiziert, darunter Des Bergmanns Feierschicht, Nach der Schicht, Lied der Teufe oder Zwischen Tag und Nacht.
Paul Habraschka verstarb im September 1969 im Alter von 71 Jahren in Hildesheim.

## Schriften (Auswahl)

### Einzelbände
- „Die Tiefe: Eines Bergmanns Traumgesichte“, (Dokumentation), Wahlstatt-Verl., Breslau, 1930
- „Des Bergmanns Feierschicht“, (Gedichte), Jungland-Verl., Beuthen, 1932
- „Nach der Schicht“, (Gedichte), Der Oberschlesier, Oppeln, 1936
- „Kleinkohle: Bergmannshumoresken“, (Humoresken), Wahlstatt-Verl., Breslau, 1940
- „Der Kumpel lacht“, (?), Verlag Bertelsmann, Gütersloh, 1942
- „Die Front vor den Kohlen: Erzählungen eines Bergmanns“, (Erzählungen), Schlesien-Verl., Breslau, 1944
- „Lied der Teufe: Ausgew. Erzählungen und Gedichte“, (Erzählungen und Gedichte), Montan-Verl., Wien, 1961
- „Meinen Tod will ich selber sterben: Erlebnisse als Internierter in der Sowjetunion“, (Dokumentation), Grenzland-Verl., Wolfenbüttel, 1966
- „Zwischen Tag und Nacht: Ausgew. Gedichte und Erzählungen“, (Erzählungen und Gedichte), Montan-Verl., Wien, 1967
- „Oberschlesische Buxliks: Aus e. goldenen Jugendzeit im oberschles. Industriegebiet“, (Dokumentation), Oberschlesischer Heimatverl., Augsburg, 1970